# Berry der Plantagenbär
Berry der Plantagenbär ist ein kostenloser Werbecomic für Kaba, ein Instant-Kakaogetränk, das früher zu Mondelēz International gehörte und aktuell Teil von Carambar & Co. ist. Von 1985 bis 1990 lagen insgesamt 45 Heftchen im Piccolo-Format den Packungen bei. Mittlerweile werden die Kurzgeschichten auf die Rückseite der Packung gedruckt. Die älteren Texte und Zeichnungen stammen von Wolfgang J. Fuchs und Reinhold Reitberger.

## Handlung
Die Handlung folgt immer dem gleichen Muster: Berry und seine Freunde bestehen durch Fairness, Intelligenz und Stärke ein Abenteuer. Kaba hilft ihnen in schwierigen Situationen und wird am Ende jedes Abenteuers getrunken. 

## Figuren
- Berry der Plantagenbär: Hauptfigur. Stark und erfolgreich dank Kaba.
- Hanne und Heiner: Zwillinge und ständige Begleiter Berrys.
- Prof. Dr. Dünkelstern: Berrys Gegenspieler und ewiger Verlierer. Neid und Größenwahn treiben ihn an.
- Robo: Dünkelsterns Roboter und ständiger Begleiter.
- Prof. Fitzelig: Freund Berrys und Dünkelsterns Rivale.